# ABA Eastern Division
La ABA Eastern Division era uno dei due raggruppamenti in cui era suddivisa l'American Basketball Association. Ne facevano parte le squadre della parte orientale degli Stati Uniti d'America. L'altro raggruppamento era la Western Division, che comprendeva le squadre della parte occidentale.
Le prime quattro squadre di ciascuna Division accedevano ai playoff. Al termine, la squadra vincitrice della Eastern Division (Playoffs) affrontava la vincitrice della Western Division (Playoffs) per contendersi il titolo di campione dell'American Basketball Association al meglio delle 7 partite.

## Squadre partecipanti
Le ultime squadre che parteciparono alla Eastern Division, nella stagione 1974-1975, furono le seguenti:
- Kentucky Colonels
- N.Y. Nets
- Spirits of St. Louis
- Memphis Sounds
- Virginia Squires

### Altre squadre
Scomparse
- Pittsburgh Pipers/ Minnesota Pipers/ Pittsburgh Condors
- Minnesota Muskies/ Miami Floridians/ The Floridians

Trasferite nella Western Division
- Indiana Pacers

## Albo d'oro ABA Eastern Division (Regular Season)
- 1967-1968:  Pittsburgh Pipers (54-24)
- 1968-1969:  Indiana Pacers (44-34)
- 1969-1970:  Indiana Pacers (59-25)
- 1970-1971:  Virginia Squires (55-29)
- 1971-1972:  Kentucky Colonels (68-16)
- 1972-1973:  Carolina Cougars (57-27)
- 1973-1974:  N.Y. Nets (55-29)
- 1974-1975:  Kentucky Colonels (58-26)

## Albo d'oro ABA Eastern Division (Playoffs)
in grassetto se campione ABA
- 1968:  Pittsburgh Pipers
- 1969:  Indiana Pacers
- 1970:  Indiana Pacers
- 1971:  Kentucky Colonels
- 1972:  N.Y. Nets
- 1973:  Kentucky Colonels
- 1974:  N.Y. Nets
- 1975:  Kentucky Colonels

## Lista delle squadre vincitrici della Eastern Division (Playoffs)
- 3: Kentucky Colonels
- 2: Indiana Pacers
- 2: New York Nets
- 1: Pittsburgh Pipers